# Barraute-Camu
Barraute-Camu ist eine französische Gemeinde mit 187 Einwohnern (Stand 1. Januar 2022) im Département Pyrénées-Atlantiques in der Region Nouvelle-Aquitaine (vor 2016: Aquitanien). Die Gemeinde gehört zum Arrondissement Oloron-Sainte-Marie und zum Kanton Orthez et Terres des Gaves et du Sel (bis 2015: Kanton Sauveterre-de-Béarn).

## Geographie
Barraute-Camu liegt ca. 36 km nordwestlich von Oloron-Sainte-Marie im Béarn.
Umgeben wird der Ort von den Nachbargemeinden:
| Sauveterre-de-Béarn        | Andrein                                     |          |
|                            | Kompassrose, die auf Nachbargemeinden zeigt | Laàs     |
| Saint-Gladie-Arrive-Munein |                                             | Montfort |

Barraute-Camu liegt im Einzugsgebiet des Flusses Adour und liegt am linken Ufer des Gave d’Oloron. Einer seiner Zuflüsse, der Ruisseau de Lapeyrère, durchquert das Gemeindegebiet.

## Geschichte
Barraute ist gegen 1150 erstmals erwähnt worden. In der Volkszählung im Jahre 1385 wurden in Berraute 24 Haushalte gezählt und vermerkt, dass die Siedlung in der Bailliage von Navarrenx liegt. In Camoo oder Camuu wurden 11 Haushalte gezählt und vermerkt, dass die Siedlung in der Bailliage von Sauveterre liegt.
Weitere Erwähnungen von Barraute sind in der Folge Sent Sapriaa de Berraute (Notare von Navarrenx, 1413), Berauta (Reformation von Béarn, 1548) und Beraute (Reformation von Béarn, 1676). Auf der Karte von Cassini 1750 ist Barraute unter dem heutigen Toponym eingetragen, während des Französischen Konsulats 1801 als Baraulte und Barrante geführt. Camu ist 1477 als Camur en Bearn in Vertragstexten von Ohix, Notar von Soule, erwähnt.
Barraute und Camu hatten seit dem Mittelalter die gleichen Lehnsherren, die Grafen von Barraute, welche in der Mitte des 16. Jahrhunderts dem Vicomte von Béarn den Lehnseid geschworen haben.
14. Juni 1841 haben sich Barraute und Camu zur Gemeinde Barraute-Camu zusammengeschlossen.

## Einwohnerentwicklung
Nach dem Höhepunkt von 418 Einwohnern nach dem Zusammenschluss der beiden Dörfer ist die Zahl bis heute rückläufig.
| Jahr      | 1962 | 1968 | 1975 | 1982 | 1990 | 1999 | 2006 | 2009 | 2022 |
| --------- | ---- | ---- | ---- | ---- | ---- | ---- | ---- | ---- | ---- |
| Einwohner | 213  | 210  | 187  | 186  | 160  | 164  | 155  | 155  | 187  |

Ab 1962 offizielle Zahlen ohne Einwohner mit Zweitwohnsitz

## Sehenswürdigkeiten
- Kirche Saint-Cyprien-et-Sainte-Justine. Der ursprüngliche Bau wurde im 12. und 13. Jahrhundert errichtet, sichtbar an den unregelmäßigen Größen der Steine und Ziegel. Der Eingang wurde in der ersten Hälfte des 19. Jahrhunderts erneuert. Die Tür ist unter dem Einfluss des klassizistischen Stils mit einem Fronton oberhalb des Sturzes versehen und von weißen Steinen umrahmt. Eine wichtige Restaurierung erfolgte gegen Ende des 19. Jahrhunderts, bei der neue Glasfenster eingesetzt wurden, die von der in der Region bekannten Glasmalerei Mauméjean aus Biarritz stammen. Das mittelalterliche Aussehens des Kirchturms hat sich durch die Arbeiten in den beiden letzten Jahrhunderten nicht geändert.[7][8][9]

## Wirtschaft und Infrastruktur

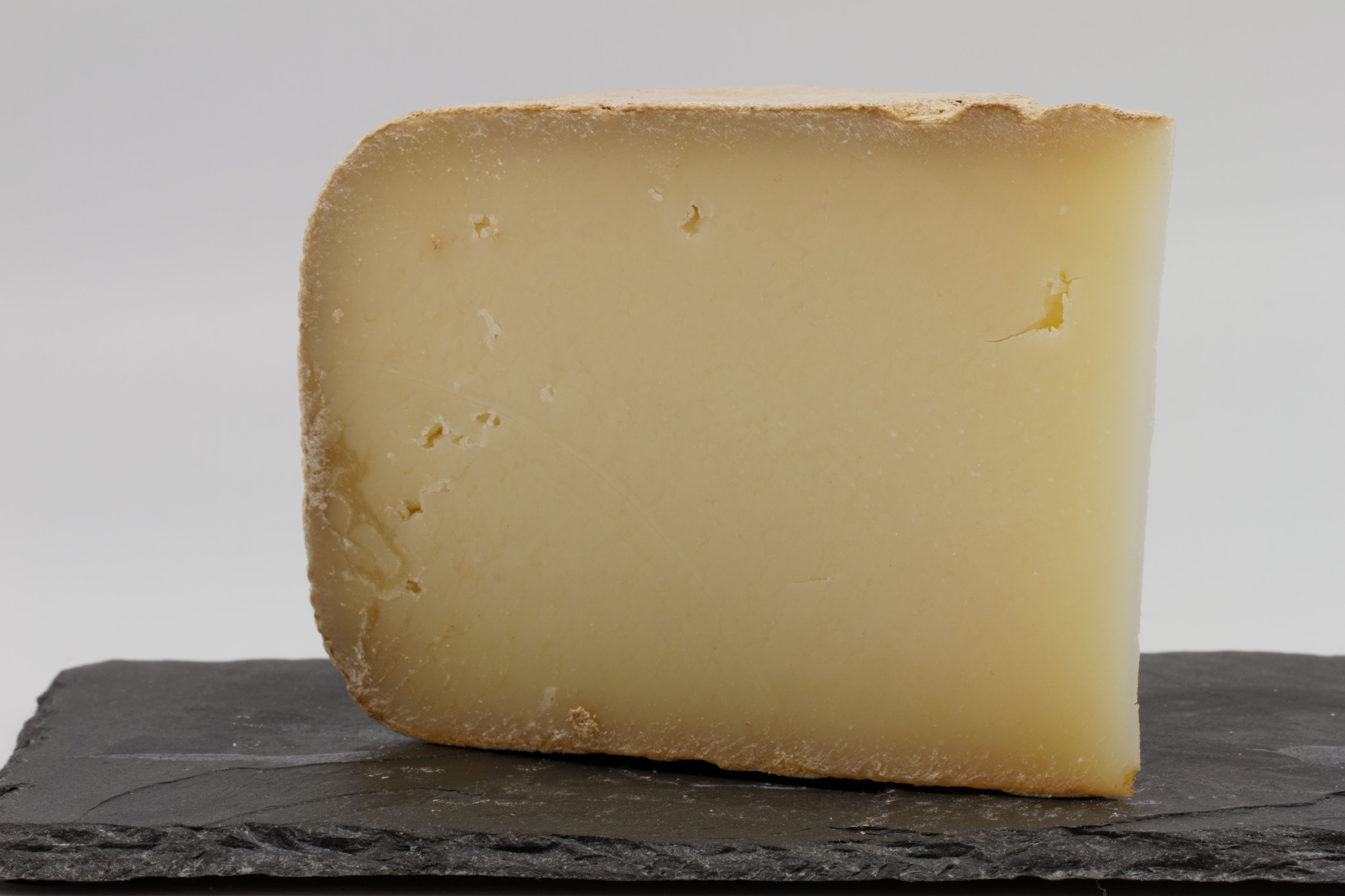
Ossau-Iraty

Ein Schwerpunkt der Wirtschaft bildet die Landwirtschaft. Barraute-Camu liegt in den Zonen AOC des Ossau-Iraty, ein traditionell hergestellter Schnittkäse aus Schafmilch, sowie der Schweinerasse und des Schinkens „Kintoa“.

### Verkehr
Barraute-Camu wird durchquert von den Routes départementales 936 (ehemalige Route nationale 636) und 2936.